# Aizkraukle
Aizkraukle (1990-ig Stučka)  Lettország egyik legfiatalabb városa.

## Fekvése
A város Rigától 90 km-re délkeletre, a Daugava jobb partján terül el.

## Történelem
A Daugava partján 1211 körül épült vár, amelyet Aizkraukle néven Henrik Livónia krónikája (Henrici Chronicon Livoniae) hat helyen is említ, és amely a mai település a névadója, a várostól nyugatabbra állt. A vár (németül Ascheraden) neve az Asscrade szóból származik, az erődítménynek romjait Filippo Paulucci márki a 19. században útirajzai között örökítette meg. A mai modern város megalapítása 1961-1966 között, a Daugaván Pļaviņas mellett épült vízerőmű építéséhez kapcsolódott, városi jogokat 1967-ben kapott a település. Az alapításkor (Pēteris Stučka lett kommunista vezető tiszteletére) Stučka nevet kapta.
Az első Aizkraukle-i csatára 1229-ben került sor. Viestards szemgal fejedelem, megbosszulandó a Kardtestvérek előző évi szemgali fosztogató hadjáratát, úgy döntött, hogy kifosztja az Aizkraukle várhoz tartozó föld területet. A vár és várkörzet parancsnoka Marquart von Burbach volt, aki szembeszállt a behatolókkal és Aizkraukle közelében megütköztek. A támadó sereg félezer főből állt. Viestards fejedelem egy tűzből kikapott égő faággal állon vágta a karddal rátámadó von Burbacht, aki csak a fogai egy részét veszítette el, a fejedelem elmenekült.

A város mellett 1279. március 5-én a második Aizkrauklei csatában csapott össze a Traidenis litván nagyfejedelem vezette litván, és a Német Lovagrend Livón tartományi mestere, Ernst von Ratzeburg vezette német és a velük szövetséges, Eilard von Oberg revali kormányzó vezette dán sereg. Traidenis ügyes csellel megosztotta az ellenséget. A dánokkal szemben felálló serege menekülést színlelt, a dánok üldözőbe vették őket, sikertelenül. Mire visszafordultak és visszaértek a csatatérre, a litván főerők megsemmisítették a németeket és ez a sors várt a dán seregre is. A csatában elesett Ernst von Ratzeburg, Eilard von Oberg, körülbelül hetven lovag és sok közönséges keresztes katona.

## Aizkraukle testvérvárosai
- Biržai, Litvánia
- Eppstein, Németország
- Kiskunhalas, Magyarország
- Thale, Németország